# Thunderbird Classic 1979
Il Thunderbird Classic 1979 è stato un torneo di tennis giocato sul cemento. È stata la 9ª edizione del torneo, che fa parte del WTA Tour 1979. Si è giocato a Phoenix negli USA, dal 10 al 14 ottobre 1979.

## Campionesse

### Singolare
Martina Navrátilová ha battuto in finale  Chris Evert con il punteggio di 6–1, 6–3

### Doppio
Betty Stöve /  Wendy Turnbull hanno battuto in finale  Rosie Casals /  Chris Evert con il punteggio di 6–4, 7–6